# Elephantomyia garrigouana
Elephantomyia garrigouana là một loài ruồi trong họ Limoniidae. Chúng phân bố ở miền Australasia.